# Chittanda
Chittanda es una ciudad censal situada en el distrito de Thrissur en el estado de Kerala (India). Su población es de 5936 habitantes (2011). Se encuentra a 20 km de Thrissur y a 89 km de Kozhikode.

## Demografía
Según el censo de 2011 la población de Chittanda era de 5936 habitantes, de los cuales 2821 eran hombres y 3115 eran mujeres. Chittanda tiene una tasa media de alfabetización del 91,42%, inferior a la media estatal del 94%: la alfabetización masculina es del 4,48%, y la alfabetización femenina del 88,69%.